# أكاديمية الموسيقى (فرانس- ليزتست)

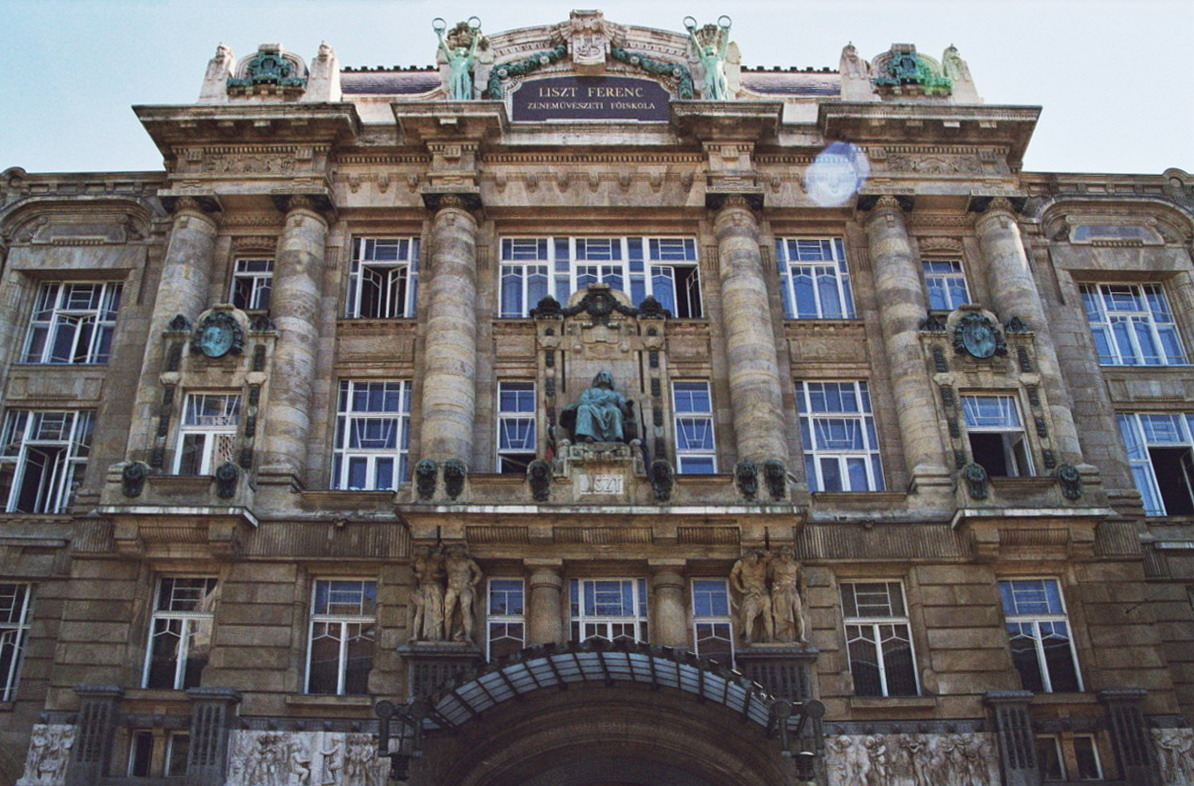
أكاديمية الموسيقى، فرانس- ليزتست في بودابست

أكاديمية الموسيقى، فرانس- ليزتست (بالمجرية:Liszt Ferenc Zeneművészeti Egyetem) هي مدرسة عليا للموسيقي في العاصمة المجرية بودابست.
تأسست أكاديمية الموسيقي في 14 نوفمبر 1875 من طرف الملحن وعازف البيانو المجري فرانس ليزتست تحت اسم أكاديمية الموسيقي الملكية المجرية. في عام 1925 تغير اسم الأكاديمية إلى اسمها الحالي. تخرج من هذه المدرسة كثير من الطلبة والذين أصبحو فيما بعد من أشهر الملحنين والمغنيين.

## وصلات خارجية
- موقع الأكاديمية (باللغة المجرية)